# Booker T (catcheur)
Pour les articles homonymes, voir Booker T et Booker (homonymie).
 (juin 2021).
Robert Booker Tio Huffman (né le 1er mars 1965 à Houston) est un catcheur (lutteur professionnel) et un commentateur de catch américain, plus connu sous le pseudonyme de Booker T. Il travaille actuellement à la World Wrestling Entertainment (WWE) comme commentateur.
Il commence sa carrière en faisant équipe avec son frère qui se fait appeler Stevie Ray d'abord dans des petites fédérations puis à la World Championship Wrestling (WCW) à partir de 1993.Ils forment l'équipe Harlem Heat et remportent à dix reprises le championnat du monde par équipes de la WCW. Il se fait aussi connaître tout seul et est à six reprises champion du monde télévision de la WCW, une fois champion poids lourd des États-Unis et quadruple champion du monde poids lourd de la WCW avant la fermeture de cette fédération fin mars 2001. Cela fait de lui le dernier Grand Slam Champion de la WCW.
Il rejoint la World Wrestling Federation / World Wrestling Entertainment (WWF puis WWE à partir de 2002) durant The Invasion et étoffe son palmarès d'un cinquième championnat du monde poids lourds de la WCW et d'un championnat du monde par équipes de la WCW puis champion du monde par équipes de la WWF avec Test. Après l'Invasion, il remporte le championnat hardcore à deux reprises, une fois le championnat intercontinental et deux fois le championnat du monde par équipes de la WWE avec Goldust puis Rob Van Dam.

## Jeunesse
Huffman a sept frères et sœurs, sa mère les élève seule. Durant son adolescence, il commet un vol à main armée et passe 19 mois en prison. Il travaille ensuite dans un entrepôt. À l’âge de 22 ans, il devient père d’un jeune Fayade.

## Carrière

### Débuts (1989-1993)
Alors qu'il travaille dans un entrepôt, son frère Lash lui propose d'aller s'entraîner à l'école de catch d'Ivan Putski. Le patron de son entrepôt lui prête 3 000 dollars et Huffman et son frère passent huit semaines à s'entraîner avant de lutter à la Western Wrestling Alliance (WWA), la fédération de Putski, sous le nom de G.I. Bro avec son frère. La WWA ferme ses portes et ils rejoignent la Global Wrestling Federation (GWF). Ils commencent à utiliser les noms de Booker T et Stevie Ray et sont à trois reprises champions d'Amérique du Nord de la GWF,. Leur premier règne commence le 31 juillet et se termine le 7 août 1992. Le second débute en septembre et s'arrête le 23 octobre et leur dernier règne dure du 26 février au 7 mai 1993.

### World Championship Wrestling (1993-2001)
Alors qu'ils travaillent encore au Texas, Booker T et Stevie Ray rencontrent le catcheur Sid Vicious qui recommande à la direction de la World Championship Wrestling (WCW) de les engager.
Lors du WCW Nitro du 28 décembre (dernier nitro de 1997 après Starrcade 1997), il bat Disco Inferno pour gagner son premier titre solo le WCW World Television Championship et après le match son frère Stevie Ray le félicite. Vers avril 1998,Booker T commença une rivalité avec Chris Benoit qui avait perdu ses chances pour le titre U.S. de Diamond Dallas Page. La rivalité se poursuit à WCW Spring Stampede 1998 lorsque Benoit essaya de relever l'arbitre et Booker lui donne un Harlem Sidekick pour permettre de conserver le titre Télévisé. Le 20 avril 1998 à Nitro, il conserve son titre face à Psychosis. Mais Benoit réussit sa revanche dans un house show à Augusta pour enfin gagner son premier titre solo et tout premier titre à la WCW et les deux commença à échanger le titre dans les house show jusqu’à début mai 98[réf. nécessaire].
Au dernier Monday Nitro, il remporte le WCW World Heavyweight Championship et il conserve aussi sa ceinture de champion du WCW United States Championship. Pendant ses 8 ans à la WCW, il remporta 11 fois le WCW World Tag Team Championship (10 fois avec Stevie Ray et 1 fois avec Test), 5 fois le WCW World Heavyweight Championship, 6 fois le WCW World Television Championship, 1 fois le WCW United States Championship.
La WCW se fait acheter en 2001 par la World Wrestling Federation, Booker T y perd sa ceinture contre The Rock[réf. nécessaire].

### World Wrestling Federation/Entertainment (2001-2007)

#### Débuts (2001-2004)
Lors du pay-per-view King Of The Ring, à l'occasion d'un match entre Chris Jericho, Chris Benoit et Stone Cold Steve Austin, il attaque Stone Cold avec un Book End sur la table des commentateurs et le blesse au cou. Lors du dernier show de Monday Nitro organisé par la WWF, alors qu'il est le WCW USA Champion, il gagne le WCW World Championship pour la 4e fois face à Scott Steiner. Dès lors, lui et quelques autres catcheurs de la WCW et de la ECW envahissent les shows de la WWF. Le groupe de la WCW et de la ECW s'appelle l'Alliance. Lors d'InVasion, il fait partie de l'équipe de l'Alliance et affronte la Team WWF dans un match à 5 contre 5. Il fait le tombé victorieux sur Kurt Angle à la suite de la trahison de Stone Cold envers la WWF, ce dernier ayant rejoint l'Alliance. Lors du 26 juillet 2001, à WWE SmackDown, il donne son titre de WCW USA à Chris Kanyon, mais dans le main event il perd le WCW Championship face à Kurt Angle. Il le regagne cependant lors du RAW suivant, à la suite de l'intervention de Stone Cold. Il entre ensuite en rivalité avec The Rock pour le WCW World Heavyweight Championship, qu'il perd lors de SummerSlam. Il perd également son match revanche à l'occasion d'Unforgiven.
Il forme ensuite une équipe avec Test et gagne le WCW Tag Team Championship avec lui en septembre 2001. Ils le perdent cependant début octobre face au Hardy Boyz. Lors de No Mercy, il affronte The Undertaker et gagne. Il gagne ensuite avec Test le WWF Tag Team Championship fin octobre face à The Rock et Chris Jericho, mais ils le perdent en novembre face au Hardy Boyz. Lors des Survivors Series, lui et l'Alliance perdent face à l'équipe WWF et se retrouvent congédiés. Il intervient cependant à Vengeance lors du match entre Chris Jericho et Stone Cold en mettant un coup de ceinture dans le dos de ce dernier, et permettant donc à Jericho de devenir le 1er champion incontesté. Pour la fin de l'année, il affronte Stone Cold à de nombreuses reprises avec plus ou moins de succès. Au Royal Rumble, Booker T obtient une grande opportunité en entrant 30e. Il élimine Rob Van Dam mais est éliminé par Steve Austin après un Stone Cold Stunner. Lors de WrestleMania X8, il affronte Edge et perd. Lors d'un match à Smackdown entre Rikishi et Booker T un match pas très long se terminant par un Stinkiface de Rikishi sur Booker T puis Booker T sortit du ring et regurgit sur Michael Cole
Il gagne deux fois le titre Hardcore durant avril-mai 2002 mais sans rivalité fixe jusqu'à ce qu'il rejoigne le clan New World Order (NWO). Dès lors, il rentre en rivalité avec Goldust, mais celui-ci lui demande de partir de la NWO et de le rejoindre. Chose qui aboutit vu que la NWO l'attaque et le renvoi du groupe. Il rentre en rivalité avec la NWO tout en étant accompagné de Goldust, mais la NWO est dissoute. Dès lors, il combat en équipe avec Goldust toujours en quête du titre par équipes qu'ils gagneront à Armaggedon. Ils le perdent en janvier 2003 face à William Regal et Lance Storm. Lors d'un RAW en mars 2003, Booker T gagne une bataille royale pour devenir challenger numéro 1 au titre Heavyweight à WrestleMania XIX. Mais il perd le match face à Triple H. Puis il redevient mid-carder. Il remporte le WWE Intercontinental Championship en battant Christian à Montréal dans une édition de RAW. Il perd plus tard ce titre au profit de Christian, lors d'un house show.
L'année 2003 se finit avec plus ou moins de succès pour Booker T et il affronte Mark Henry à Armaggedon.
Puis il gagne le WWE World Tag Team Championship avec Rob Van Dam. Ils conservent les titres à WrestleMania XX, mais ils les perdent face à Batista et Ric Flair lors du Draft 2004. Il est ensuite drafté à SmackDown. Il affronte l'Undertaker à Judgement Day et perd. Puis il se lance à la poursuite du titre USA et le gagne face à John Cena et Rob Van Dam à SmackDown. Il conserve son titre face à John Cena lors de SummerSlam mais le perd face à John Cena lors de No Mercy.
Fin 2004, lors d'un Smackdown « Night of champions », il fait un match par équipe avec Eddie Guerrero contre Rey Mysterio et Rob Van Dam pour les titres par équipes de la WWE. Rob Van Dam et Rey Mysterio gagnent le match. L'année 2005 fut une mauvaise année pour Booker T qui n'aura rien à se mettre sous la dent.. Il remporte à nouveau le titre USA face à Chris Benoit fin 2005. Le titre sera laissé vacant à la suite d'un double tombé. Il le regagne dans un « Best of Seven match », mais le perd face à Chris Benoit.

#### SmackDown (2005-2007)

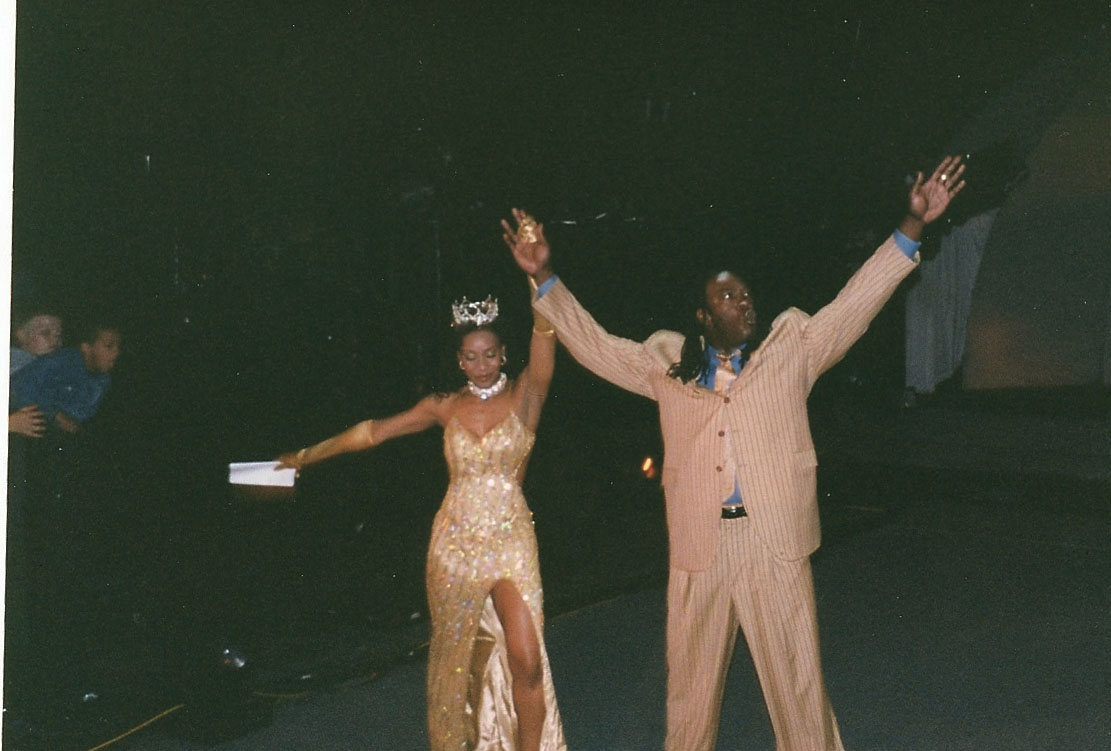
King Booker et Sharmell à SmackDown en 2006.

Il remporte le King of the Ring 2006 après avoir battu Bobby Lashley et devient King Booker à Judgment Day 2006.
Il gagne le WWE World Heavyweight Championship contre Rey Mysterio à la suite d'une intervention de Chavo Guerrero, Jr. Il s'ensuit une rivalité avec Batista qui veut récupérer son titre. Ils s'affrontent à SummerSlam 2006 dans un match simple pour le titre. Queen Sharmell qui était entrée sur le ring et avait attaqué Batista, provoque la disqualification de Booker qui conserve son titre. À No Mercy 2006, un match « Fatal-4-way » oppose King Booker (avec Queen Sharmell), Batista, Bobby Lashley et Finlay. Booker T conserve son titre. Une semaine plus tard Booker T et Batista signe un « contrat royal » : si Batista perd, il n'aura plus de match pour le titre tant que King Booker sera le champion. Aux Survivor Series 2006, King Booker est battu et Batista devient le WWE World Heavyweight Champion.

#### Retour à SmackDown (2007)

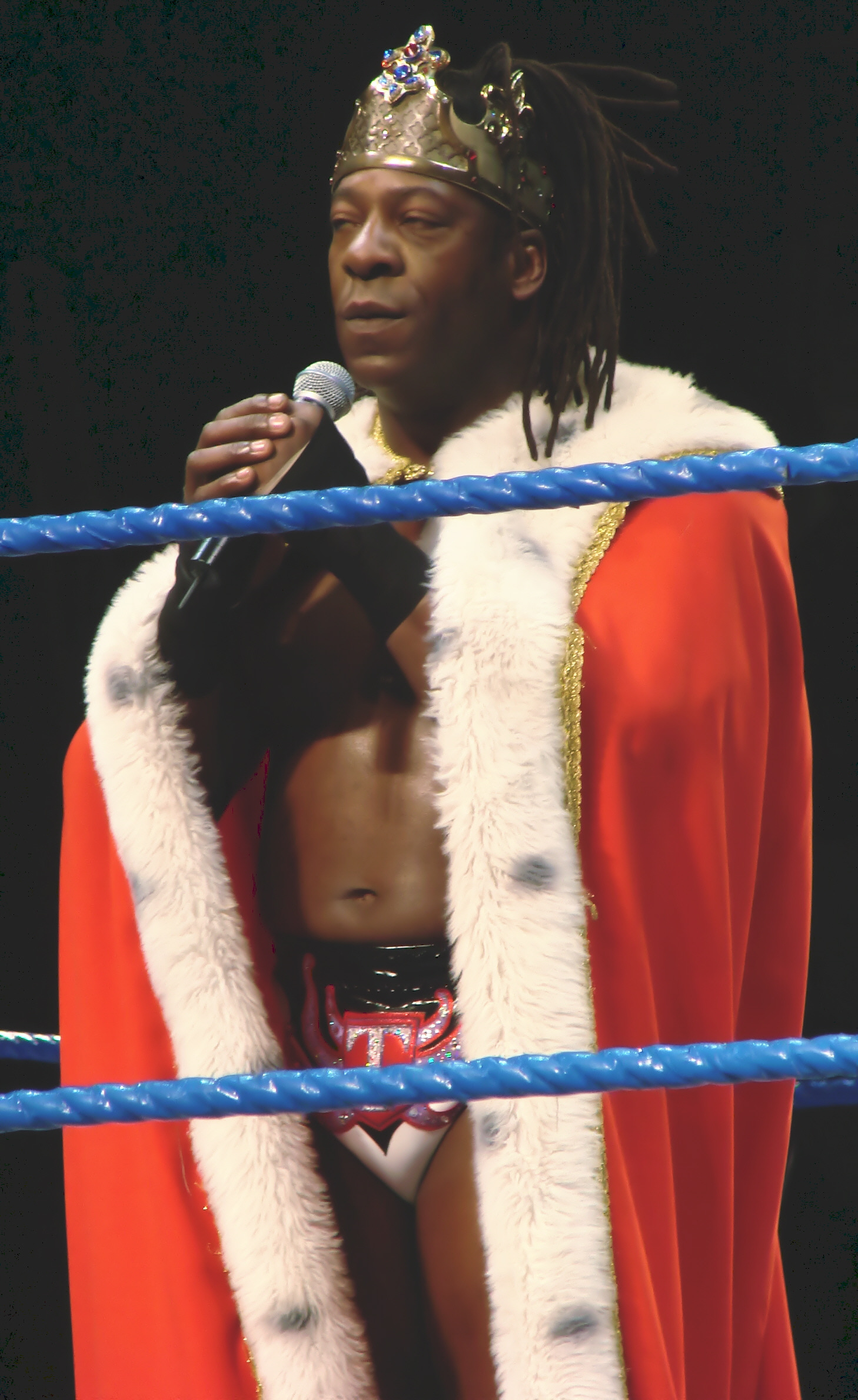
Booker T en tant que "King Booker"

King Booker participe à un match « contre la montre » pour avoir une chance d'affronter le WWE World Heavyweight Champion, Batista, il défait alors Gregory Helms mais c'est Mr.Kennedy qui devient challenger grâce à sa victoire plus rapide que les autres.
Il participe alors au Royal Rumble 2007 mais est éliminé par Kane. Une rivalité éclate entre les deux hommes qui se retrouvent à No Way Out 2007 où Kane triomphe. Booker le bat ensuite dans un match de qualification pour le Money in the Bank ladder match à WrestleMania 23 (aidé par The Great Khali), ce match marque la fin de la rivalité.
Lors de l'évènement, King Booker a failli gagner le Money in the Bank car Matt Hardy l'ordonnait de redescendre de l'échelle en menaçant de faire un Twist of Fate à sa femme Queen Sharmell si celui-ci refusait. Booker choisit finalement de sauver sa femme. Alors, le 6 avril à SmackDown!, King Booker veut se venger de Matt Hardy, il perd et Queen Sharmell dit qu'elle était déçue de lui puis lui donna une claque. Booker veut impressionner sa femme, il fera alors l'erreur fatale de s'attaquer à The Undertaker puisque ce dernier prit King Booker en tombstone piledriver sur la table des commentateurs et subit des blessures.
King Booker et Queen Sharmell sont draftés à Raw le 11 et 18 juin. Le 16 juillet, King Booker et Queen Sharmell font leur entrée sur la musique de Triple H, alors blessé. Une rivalité éclate entre Booker et Jerry Lawler où le 6 août, Booker bat Lawler grâce à l'aide de Sharmell. Le 13 août, Jerry déclare à Booker qu'il ne mérite pas d'être le roi, que c'est Triple H et il lui annonce qu'il affrontera Triple H au SummerSlam, où il perd. Le 16 octobre 2007, la WWE annonce sur son site le départ de King Booker et de Sharmell de la fédération.

### Total Nonstop Action (2007-2009)
Booker fait ses débuts à la TNA le 11 novembre 2007 à Genesis dans un match par équipe avec Sting contre Kurt Angle et Kevin Nash. Il a une rivalité avec Samoa Joe pendant tout l'été 2008 pour le titre championnat poids lourd de la TNA avec une première chance à Slammiversary sans succès, une autre à Hardcore Justice et une dernière à Victory Road dans un match en cage, Toutes sans succès. En septembre, il crée le TNA Legends Championship et se déclare champion. Il défend le titre avec succès à Bound For Glory 2008 contre Christian Cage et AJ Styles. Il le défendra aussi avec succès contre Christian Cage à Turning Point. Entre Bound For Glory et Turning Point, il intègre le Main Event Mafia, un clan qui composé de vétérans, demande le respect face aux jeunes de la TNA[réf. nécessaire]. Lors de Destination X 2009, il perd son titre contre A.J. Styles. Lors de Victory Road 2009, Scott Steiner et lui battent Beer Money, Inc. (James Storm et Robert Roode) et remportent les championnats du monde de la TNA.

### Retour à la World Wrestling Entertainment (2011-...)

#### Commentateur et catcheur occasionnel (2011-2012)
Booker T est revenu à la WWE durant le Royal Rumble 2011 en faisant une entrée à la 21e place. Ovationné par le public, il est éliminé par Mason Ryan.
Sa signature à la WWE est confirmée le 1er février 2011 lors des enregistrements de SmackDown du 4 février 2011 où il tient le rôle de commentateur. Il fait partie des entraîneurs de l'émission de télé-réalité WWE Tough Enough, diffusée le lendemain de Wrestlemania XXVII. À Wrestlemania 27, alors qu'il vient sur le ring pour fêter la victoire de Jerry Lawler face à Michael Cole, il se prend un Stone Cold Stunner de Steve Austin, l'arbitre spécial du match, et animateur de WWE Tough Enough. Lors de Capitol Punishment il demande à Barack Obama (il s'agit en vérité d'un comédien) de faire le Obamaruni, ce qu'il exécute. Lors de chaque entrées de Cody Rhodes il reçoit de la part des « Bagers » de Cody Rhodes un sac en papier[réf. nécessaire].
Lors du Raw du 14 novembre à la fin du match de Rhodes, ce dernier viens jeter une bouteille d'eau à son visage prétextant avoir entendu ce qu'il lui avait dit. À TLC (2011), il affronte et perd contre Rhodes pour le championnat intercontinental. Malgré sa rivalité avec Rhodes, il continue à commenter des matchs. Lors du Royal Rumble, il entre en 17e position mais se fait éliminer par Rhodes en 13e position[réf. nécessaire].
Après le Rumble, puisque sa rivalité avec Rhodes est terminée, il reprend sa place de commentateur mais cela ne signifie pas que sa carrière de catcheur est terminée car, lors du Raw du 26 mars 2012, alors que Mark Henry attaque Teddy Long, Booker T intervient et porte son axe kick. Après cela, Long annonce que Booker T est le dernier homme à intégrer la Team Long et fera face à la Team John Laurinatis à WrestleMania XXVIII. Il perd ensuite le match face à la team de Laurinaitis[réf. nécessaire].

#### Manager général de SmackDown, introduction dans le Hall of Fame et blessure (2012-2013)
Lors du Smackdown du 3 août, il est nommé general manager de Smackdown par le président de la WWE lui-même Vince McMahon et abandonne son rôle de commentateur auprès de Michael Cole et Josh Matthews[réf. nécessaire].
Le 6 avril 2013, Booker T est intronisé au Hall of Fame de la WWE[réf. nécessaire].
Il s'absente par la suite quelques mois pour se faire opérer d'un triceps,.

#### Apparitions diverses et commentateur (2013-...)
Le 28 janvier 2023, il participe à l'2023 du Royal Rumble entrant en 21e position. Il se fera éliminer par Gunther.

## Palmarès
- Global Wrestling Federation

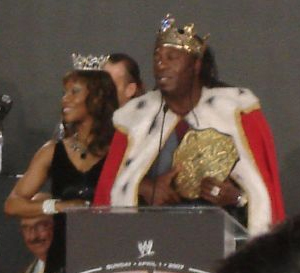
King Booker et sa femme Sharmell.

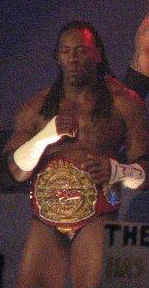
Booker T en tant que champion global de la TNA.

  - 3 fois champion par équipes de la GWF avec Stevie Ray[15]

- Las Vegas Pro Wrestling
  - 1 fois champion poids lourds de la LVPW UWF

- Prairie Wrestling Alliance
  - 1 fois champion poids lourds de la PWA

- Total Nonstop Action Wrestling
  - 1 fois champion des légendes de la TNA (premier)[16]
  - 1 fois champion du monde par équipes de la TNA avec Scott Steiner[17]

- World Championship Wrestling
  - 5 fois champion du monde poids lourds de la WCW[4]
  - 6 fois champion du monde de la télévision de la WCW[18]
  - 10 fois champion du monde par équipes de la WCW avec Stevie Ray
  - 1 fois champion des États-Unis de la WCW
  - 9e WCW Triple Crown Champion
  - WCW Grand Slam Champion

- World Wrestling Entertainment
  - 1 fois champion du monde poids lourds de la WWE[7]
  - 1 fois champion Intercontinental de la WWE[5]
  - 3 fois champion des États-Unis de la WWE[19]
  - 2 fois champion hardcore de la WWE[20]
  - 3 fois champion du monde par équipes de la WWE avec Test (1), Goldust (1) et Rob Van Dam (1)[21]
  - 1 fois champion du monde par équipes de la WCW avec Test
  - King of the Ring en 2006[6]
  - 16e WWE Triple Crown Champion
  - 8e WWE Grand Slam Champion
  - Membre du Hall of Fame de la WWE depuis 2013 (en solo) et avec la Harlem Heat depuis 2019

### Récompenses de magazines
- Pro Wrestling Illustrated
  - PWI Tag Team of the Year en 1995 et 1996 avec Harlem Heat[22]
  - PWI Most Improved Wrestler of the Year (1998)
  - PWI Most Inspirational Wrestler of the Year (2000)

| Année | 1991 | 1992 | 1993 | 1994 | 1995 | 1996 | 1997 | 1998 | 1999 | 2000 | 2001 | 2002 | 2003 | 2004 | 2005 | 2006 | 2007 | 2008 | 2009 |
| ----- | ---- | ---- | ---- | ---- | ---- | ---- | ---- | ---- | ---- | ---- | ---- | ---- | ---- | ---- | ---- | ---- | ---- | ---- | ---- |
| Rang  | 390  | 200  | 182  | 260  | 89   | 86   | 84   | 7    | 60   | 61   | 5    | 14   | 7    | 24   | 20   | 19   | 18   | 34   | 38   |

## Autres médias
Booker Huffman est apparu dans la série Charmed en 2001, jouant Thunder dans l'épisode L'Académie du mal (Wrestling With Demons). Les membres de la nWo comme Buff Bagwell et Scott Steiner sont aussi apparus dans cet épisode.
En 2001, il fait une apparition dans le film américain Ready to Rumble de Brian Robbins avec David Arquette.
En 2020, il est l'objet d'un single portant son nom, produit par le chanteur portoricain Bad Bunny[réf. nécessaire]